# Linta gravfält
Linta gravfält är ett gravfält som ligger i stadsdelen Riksby  i Västerort i Stockholms län  vid nuvarande Linta gårdsväg.
Gravfältet vid Linta by är Brommas största gravfält, det tillhörde byn och existerade i 1100 år från 500-talet till 1600-talet. Gravfältet är från järnåldern och det har troligen närmare 100 gravar. De flesta gravarna är runda stensättningar, men det finns även fyrkantiga stensättningar och ett antal högar. Enstaka gravar är från vendeltid (550-800 e.Kr.), men merparten är anlagda under vikingatid (800-1050 e.Kr.). Området har också flera husgrunder och en brunn.

## Gravfältets läge
Gravfältet ligger på en moränhöjd i nord-sydlig riktning. Även spår av husgrunder finns här. När flygfältet byggdes i mitten på 1930-talet kalhöggs norra hälften av höjden. Då tog man bort närmare 23000 m3 buskar , cirka 2000 stubbar och 410 träd. 1938-1939 vårdades gravfältet och i början av 2000-talet. Stockholms stads Exploateringskontor, som ansvarar för området, har lovat att gravfältet ska röjas. Många gravar syns inte tydligt, men de röjda partierna visar gravar, medeltida husgrunder och en brunn. I sydväst ligger den största högen och den var under forntiden synlig från Ulvsunda. Gravfältet är uppdelat i två tydliga hälfter, en nordlig och en sydlig, med några enstaka gravar däremellan. Platsen var gynnsam för bosättning under forntiden. Lintas gamla byplats låg i det låglänta röjda området väster om moränhöjden. De höga fosfatvärdena antyder detta. Höga fosfatvärden lagras i marken efter förmultning av avfall från måltider, spillning och slakt av boskap. Gravar ger något lägre fosfatvärden. Fosfatvärdena finns också utsatta på kartan på skylten, som finns uppsatt vid gravfältet. Gravfältet anlades på höjden och dess sluttningar. Där senare Bromma flygfält byggdes fanns tidigare ängs- och åkermarker. Källan eller brunnen av de boendes vatten var en viktig tillgång för bebyggelsen. Genom ett stensatt dike avvattnades brunnen. Diket fylldes dock igen vid undersökningarna på 1930-talet. I den stensatta brunnen påträffades inga fynd.

## Gravfältet användes under 1100 år från 500-talet till 1600-talet
Linta har existerat från 500-talet till 1600-talet, således i ungefär 1100 år. Gravfältet, som är från järnåldern, har troligen närmare 100 gravar. Byn Linta låg från cirka 1361 under kyrkliga institutioner i Stockholm. År 1549 var byn hospitalgods. Enligt arkeologen Hans Hansson skulle en arkeologisk undersökning av backsluttningen söder om gravfältet bli mycket givande. Man kan se terrasseringar svagt innan gräset på backsluttningen växt sig högt. På dessa låg troligen husen i 1600-talsbyn. Arkeologiska undersökningar under 1930-talet gjordes inte i den förhistoriska delen av byplatsen. Undersökningar gjordes endast i några gravar och i medeltida husgrunder. Idag ligger handels- och industribyggnader på den förhistoriska byplatsen.
I den norra delen på gravfältet ligger de äldsta gravarna. De gravarna anlades under 500-talet och 600-talet. De sannolikt yngsta gravarna finns i söder med gravfältets största grav, ca 2,5 m hög, kanske den största högen i Bromma. Kanske ligger någon av storbönderna i Ulvsunda begravd här, enligt Nils Ringstedt. Antalet gårdar respektive hushåll var under yngre järnålder och tidig medeltid högst två. Senare blev det tre hemman, som under 1600-talet flyttades till den nu gräsbevuxna sluttningen norr om Kvarnbacksvägen. Den byplatsen är inte undersökt, men arkeologen Hans Hansson skrev i en rapport (troligen i slutet av 1930) att "… undersökningar böra omfatta även 1600-talets byplats".

## Brommas största gravfält
De flesta gravarna är anlagda under vikingatid (800-1050 e.Kr.), men några enstaka gravar är från vendeltid (550-800 e.Kr.). En mycket stor hög finns i södra delen av gravfältet. Det är den största i Bromma. Den högen är troligen större än högen med bautastenen i Eneby, som ligger i den vackra parken vid Eneby gamla gravfält. Stenen, som finns på en av högarna, är Brommas enda bautasten och den är ända från folkvandringstiden, en historisk epok under järnåldern. De gravar som undersökts vid Eneby visar att bebyggelse funnits där redan år 400 e.Kr. I den mycket stora högen vid Linta gravfält är sannolikt en person med hög social status begravd. Nils Ringstedt och Bengt Windelhed antar att det kan vara någon som ägde Ulvsunda i forntiden. Högen ligger nämligen ovanför Lillsjön med forntida utsikt mot den gamla gårdsplatsen.

## Undersökningar och gravfynd
På 1930-talet undersöktes platsen är delvis. Man undersökte sju stensättningar, fyra husgrunder, en rektangulär yta, tolkad som boskapsfålla samt brunnen, och därefter återställdes platsen. I gravarna påträffades bronsspännen, ringsölja, bronsnål, järnnål, glaspärlor, skifferbryne, bröd, krossade lerkärl och nitnaglar. Dessutom fanns brända ben från de döda som enligt dåtida sed kremerades. I husgrunderna, som tillhört den medeltida byn Linta, hittades järnbeslag, järnfragment, skifferbryne, ett tyskt silvermynt från 1000-talet och en supkopp av tenn troligen från 1500-talet.

## Fornminnesskylt
Vid gravfältet vid byn Linta sattes en fornminnesskylt upp den 25 april 2012. Gravfältskartan från 1935 visar undersökta och återställda fornlämningar, undersökta och borttagna fornlämningar. Det är en karta i färg och som också visar skyltens plats. Kartan visar också stenar, berg i dagen, stigar och gropar samt var runstenen, den så kallade Gliastenen är belägen. Gliastenen flyttades 1951 från Glia gravfält till Linta gravfält. Fosfatvärden över +120 finns också utsatta på kartan. Skylten är rest vid gravfältet på östra sidan av vägen till miljöstationen från Kvarnbacksvägen och nära skylten till en runsten, Gliastenen.